# Lopadium
Lopadium Körb (podkielisznik) – rodzaj grzybów z rodziny Lopadiaceae. Ze względu na współżycie z glonami zaliczany jest do grupy porostów.

## Systematyka i nazewnictwo
Pozycja w klasyfikacji według Index Fungorum: Lopadiaceae, Lecideales, Lecanoromycetidae, Lecanoromycetes, Pezizomycotina, Ascomycota, Fungi.
Synonimy nazwy naukowej: Heterothecium Mont., Lopadiomyces Cif. & Tomas.
Nazwa polska według W. Fałtynowicza.

## Gatunki występujące w Polsce
- Lopadium disciforme (Flot.) Kullh. 1871 – podkielisznik łuseczkowaty
- Lopadium pezizoideum (Ach.) Körb. 1855 – podkielisznik kustrzebkowaty

Nazwy naukowe na podstawie Index Fungorum. Nazwy polskie według checklist W. Fałtynowicza.